# Ільзенбург
Ільзенбург (нім. Ilsenburg) — місто в Німеччині, розташоване в землі Саксонія-Ангальт. Входить до складу району Гарц.
Площа — 63,10 км2. Населення становить 9497 ос. (станом на 31 грудня 2021).